# Laurie Lassalle
Pour les articles homonymes, voir Lassalle.
Laurie Lassalle est une réalisatrice française née à Paris.

## Biographie
Après avoir réalisé des vidéos sur la danse et la musique, Laurie Lassalle a vu son premier court métrage - Les fleuves m'ont laissée descendre où je voulais - sélectionné au Festival de Cannes 2014 (Semaine de la critique).
Elle tourne à partir de décembre 2019, dans le cadre du Mouvement des Gilets jaunes, son documentaire de long métrage Boum Boum, sorti en juin 2022.

## Filmographie

### Courts métrages
- 2014 : Les fleuves m'ont laissée descendre où je voulais
- 2016 : Je suis Gong

### Long métrage
- 2022 : Boum Boum